# Listen von Domen und Kathedralen

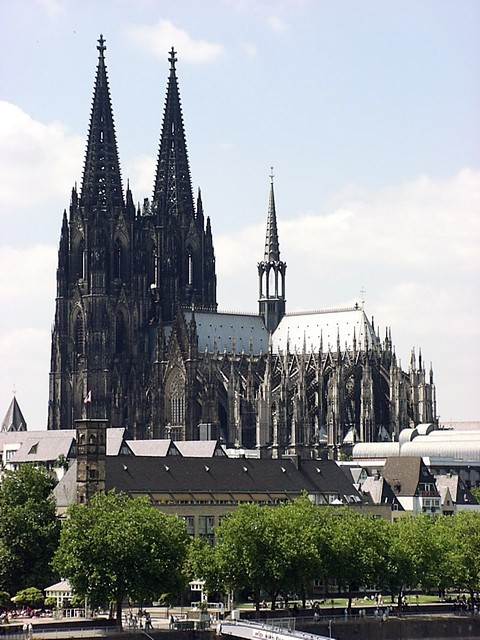
Die Kathedrale des Erzbistums Köln, der Kölner Dom

Die Liste der Listen von Domen und Kathedralen enthält die nach Kontinenten und Staaten aufgeteilten Listen von Kathedralen und ähnlichen Kirchen. Die in Deutschland geläufige Bezeichnung Dom für Bischofskirchen und einige andere bedeutende Kirchen gibt es nur in wenigen Sprachen und auch das mit landesspezifischen Unterschieden.
Im schwäbisch-alemannischen Sprachraum wird u. a. für Bischofskirchen anstelle von Dom die Bezeichnung Münster gebraucht, außerhalb nur für Stiftskirchen. Mit dem englischen Begriff Minster ist es ähnlich, ein paar wenige Bischofskirchen und (ehemalige) Stiftskirchen und eine etwas größere Zahl normaler aber bekannter Pfarrkirchen wird als Minster bezeichnet. Eigentlich bedeutet Münster bzw. Minster Kloster(-Kirche), von lateinisch monasterium = Kloster.
Neben Kirchen, die vor Jahrhunderten als Bischofssitz gebaut wurden und seither einer sind, gibt es solche, die zunächst für einen anderen kirchlichen Zweck gebaut und teilweise erst viel später Bischofssitz wurden. Andere verloren ihren Bischofssitz.
- Kathedralen in Afrika
- Kathedralen in Amerika
  - Kathedralen in Mittel- und Südamerika
  - Kathedralen in Nordamerika
- Kathedralen in Asien
- Kathedralen in Australien und Ozeanien
- Dome und Kathedralen in Europa
davon in eigene Listenartikel ausgelagert:
  - Kathedralen und Basiliken in den BeNeLux-Ländern
  - Liste der Dome, Münster und Kathedralen in deutschsprachigen Ländern
  - Kathedralen in Frankreich
  - Kathedralen in Irland
  - Kathedralen in Italien
  - Kathedralen in Polen
  - Kathedralen in Portugal
  - Kathedralen und Basiliken in der Slowakei
  - Kathedralen in Spanien
  - Kathedralen und Minsters im Vereinigten Königreich